# Louis Welden Hawkins

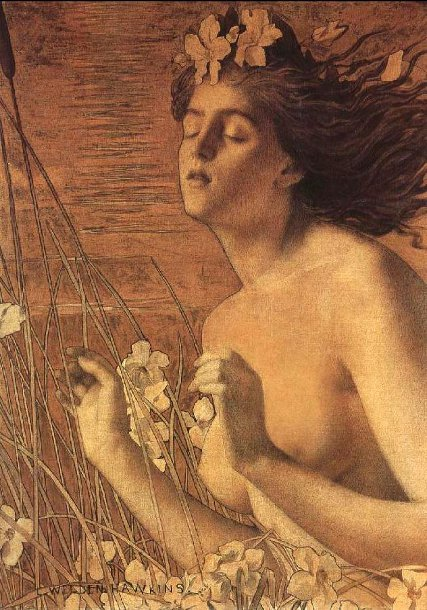
Jesień ok. 1890

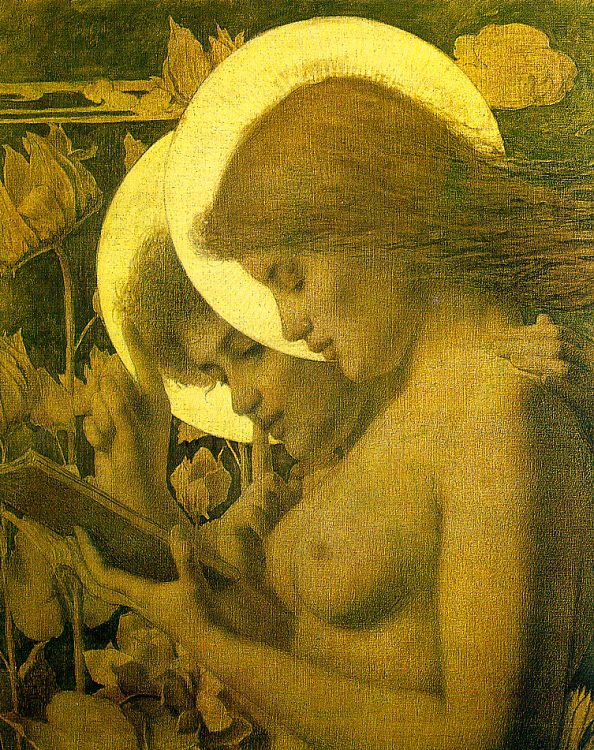
Aureole 1894

Louis Welden Hawkins (ur. 1 lipca 1849 w Esslingen am Neckar, zm. 1 maja 1910 w Paryżu) – francuski malarz symbolista, urodził się w Niemczech w rodzinie Anglików, w 1895 r. przyjął obywatelstwo francuskie.
Studiował w Paryżu w Académie Julian, początkowo tworzył w duchu realizmu. Zainteresował się symbolizmem pod wpływem Jules`a Bastien-Lepage`a. Wystawiał m.in. w Salon des Artistes Français (w latach 1881–91) i w Nationale Societé (od 1894 r.). Jego obrazy mają wiele wspólnego z twórczością prerafaelitów, są to bogate w szczegóły kompozycje, poruszające dziwne i egzotyczne tematy.